# گریدهای فولاد SAE
سیستم گریدهای فولاد SAE یک سیستم شماره گذاری آلیاژ استاندارد برای گریدهای فولادی است (با نام: SAE J1086 - Numbering Metals and Alloys) که توسط SAE International ایجاد شده‌است.
در دهه‌های ۱۹۳۰ و ۱۹۴۰، مؤسسه آهن و فولاد آمریکا (AISI) و SAE هر دو در تلاش برای استانداردسازی چنین سیستمی برای شماره گذاری فولادها بودند. این تلاش‌ها مشابه بود و به‌طور قابل توجهی با هم تداخل داشتند. برای چندین دهه این سیستم‌ها به یک سیستم مشترک که گریدهای فولاد AISI/SAE را تعیین می‌کرد، متحد شدند. در سال 1995 AISI نگهداری سیستم را برای آینده به SAE واگذار کرد، زیرا AISI هرگز هیچ‌کدام از مشخصات فنی را ننوشت.
امروزه در پیشنهاد قیمت‌ها و گواهینامه‌های صادر شده به هر دو عبارت SAE و AISI ارجاع داده می‌شود، و معمولاً تفاوت خاصی بین آن دو وجود ندارد. برای مثال در یک گواهینامه صادر شده برای یک میله فلزی ممکن است به "۴۱۴۰" به صورت"AISI 4140" یا "SAE 4140" اشاره شود و تقریباً در تمام فعالیت‌های صنعتی، در صورتی که الزامات طراح در گواهینامه گواهی شده باشد، (برای مثال "میله ۴۱۴۰ مطابق با ASTM-A108" یا "میله ۴۱۴۰ مطابق با AMS 6349") هر دو مورد پذیرفته شده و یکسان است.
مطابقت سیستم گرید فولاد SAE با سایر سیستم‌های شماره گذاری آلیاژها، مانند سیستم شماره گذاری واحد (UNS) ASTM-SAE، در جداول مراجعه-متقابل (cross-referencing) مشاهده می‌شود (از جمله موارد ذکر شده در زیر).
سیستم AISI از یک پیشوند حرفی برای نشان دادن روند ساخت فولاد استفاده می‌کند. پیشوند "C" نشانگر کوره آتشدان روباز، کوره قوس الکتریکی یا کوره اکسیژن قلیایی است، در حالی که "E" فولاد کوره الکتریکی را نشان می‌دهد.

## فولادهای کربنی
فولادهای کربنی و فولادهای آلیاژی با یک عدد چهار رقمی متمایز می‌شوند، که در آن اولین رقم نشان دهنده عنصر اصلی آلیاژی است، رقم دوم نشان دهنده عنصر با بالاترین گرید است، و دو رقم آخر درصد کربن را، بر حسب وزنی نشان می‌دهد. برای مثال فولاد ۱۰۸۰ یک فولاد ساده کربنی با ۰٫۸۰ درصد وزنی کربن است. به همین طریق فولاد ۴۳۴۰ یک فولاد آلیاژی از مولیبدن-کروم-نیکل است که حاوی ۰٫۴۰٪ کربن است.
| نماد SAE | نوع                        |
| -------- | -------------------------- |
| 1xxx     | فولادهای کربنی             |
| 2xxx     | فولادهای نیکلی             |
| 3xxx     | فولادهای نیکل-کروم         |
| 4xxx     | فولادهای مولیبدنی          |
| 5xxx     | فولادهای کرومی             |
| 6xxx     | فولادهای کروم-وانادیم      |
| 7xxx     | فولادهای تنگستنی           |
| 8xxx     | فولادهای نیکل-کروم-مولیبدن |
| 9xxx     | فولادهای سیلیسیم-منگنزی    |

| نماد SAE                          | نوع، و ترکیب شیمیایی بر حسب وزنی                                            |
| فولادهای کربنی                    | فولادهای کربنی                                                              |
| --------------------------------- | --------------------------------------------------------------------------- |
| 10xx                              | کربن ساده (منگنز ۱٫۰۰٪ حداکثر)                                              |
| 11xx                              | سولفوره شده                                                                 |
| 12xx                              | سولفوره شده و فسفره شده                                                     |
| 15xx                              | کربن ساده (منگنز ۱٫۰۰–۱٫۶۵٪ حداکثر)                                         |
| فولادهای منگنزی                   |                                                                             |
| 13xx                              | منگنز ۱٫۷۵٪                                                                 |
| فولادهای نیکلی                    |                                                                             |
| 23xx                              | نیکل ۳٫۵۰٪                                                                  |
| 25xx                              | نیکل ۵٫۰۰٪                                                                  |
| فولادهای نیکل-کرومی               |                                                                             |
| 31xx                              | نیکل ۱٫۲۵٪; کروم ۰٫۶۵٪, یا ۰٫۸۰٪                                            |
| 32xx                              | نیکل ۱٫۷۵٪; کروم ۱٫۰۷٪                                                      |
| 33xx                              | نیکل ۳٫۵۰٪; کروم ۱٫۵۰٪, یا ۱٫۵۷٪                                            |
| 34xx                              | نیکل ۳٫۰۰٪; کروم ۰٫۷۷٪                                                      |
| فولادهای مولیبدنی                 |                                                                             |
| 40xx                              | مولیبدن ۰٫۲۰٪, ۰٫۲۵٪, یا مولیبدن ۰٫۲۵٪ و گوگرد 0.042%                       |
| 44xx                              | مولیبدن ۰٫۴۰٪, یا ۰٫۵۲٪                                                     |
| فولادهای کروم-مولیبدنی (کرومولی)  |                                                                             |
| 41xx                              | کروم ۰٫۵۰٪, ۰٫۸۰٪, یا ۰٫۹۵٪; مولیبدن ۰٫۱۲٪, ۰٫۲۰٪, ۰٫۲۵٪, یا ۰٫۳۰٪          |
| فولادهای نیکل-کروم-مولیبدنی       |                                                                             |
| 43xx                              | نیکل ۱٫۸۲٪; کروم ۰٫۵۰–۰٫۸۰٪; مولیبدن ۰٫۲۵٪                                  |
| 43BVxx                            | نیکل ۱٫۸۲٪; کروم ۰٫۵۰٪; مولیبدن ۰٫۱۲٪, یا ۰٫۳۵٪; وانادیم ۰٫۰۳٪ حداقل        |
| 47xx                              | نیکل ۱٫۰۵٪; کروم ۰٫۴۵٪; کروم ۰٫۲۰٪, یا ۰٫۳۵٪                                |
| 81xx                              | نیکل ۰٫۳۰٪; کروم ۰٫۴۰٪; مولیبدن ۰٫۱۲٪                                       |
| 81Bxx                             | نیکل ۰٫۳۰٪; کروم ۰٫۴۵٪; مولیبدن ۰٫۱۲٪; و بور اضافه شده                      |
| 86xx                              | نیکل ۰٫۵۵٪; کروم ۰٫۵۰٪; مولیبدن ۰٫۲۰٪                                       |
| 87xx                              | نیکل ۰٫۵۵٪; کروم ۰٫۵۰٪; مولیبدن ۰٫۲۵٪                                       |
| 88xx                              | نیکل ۰٫۵۵٪; کروم ۰٫۵۰٪; مولیبدن ۰٫۳۵٪                                       |
| 93xx                              | نیکل ۳٫۲۵٪; کروم ۱٫۲۰٪; مولیبدن ۰٫۱۲٪                                       |
| 94xx                              | نیکل ۰٫۴۵٪; کروم ۰٫۴۰٪; مولیبدن ۰٫۱۲٪                                       |
| 97xx                              | نیکل ۰٫۵۵٪; کروم ۰٫۲۰٪; مولیبدن ۰٫۲۰٪                                       |
| 98xx                              | نیکل ۱٫۰۰٪; کروم ۰٫۸۰٪; مولیبدن ۰٫۲۵٪                                       |
| فولادهای نیکل-مولیبدن             |                                                                             |
| 46xx                              | نیکل ۰٫۸۵٪, یا۱٫۸۲٪; مولیبدن ۰٫۲۰٪, یا۰٫۲۵٪                                 |
| 48xx                              | نیکل ۳٫۵۰٪; مولیبدن ۰٫۲۵٪                                                   |
| فولادهای کرومی                    |                                                                             |
| 50xx                              | کروم ۰٫۲۷٪, ۰٫۴۰٪, ۰٫۵۰٪, یا ۰٫۶۵٪                                          |
| 50xxx                             | کروم ۰٫۵۰٪; کربن ۱٫۰۰٪ حداقل                                                |
| 50Bxx                             | کروم ۰٫۲۸٪, یا۰٫۵۰٪; و بور اضافه شده                                        |
| 51xx                              | کروم ۰٫۸۰٪, ۰٫۸۷٪, ۰٫۹۲٪, ۱٫۰۰٪, یا ۱٫۰۵٪                                   |
| 51xxx                             | کروم ۱٫۰۲٪; کربن ۱٫۰۰٪ حداقل.                                               |
| 51Bxx                             | کروم ۰٫۸۰٪; و بور اضافه شده                                                 |
| 52xxx                             | کروم ۱٫۴۵٪; کربن ۱٫۰۰٪ حداقل.                                               |
| فولادهای کروم-وانادیم             |                                                                             |
| 61xx                              | کروم ۰٫۶۰٪, ۰٫۸۰٪, ۰٫۹۵٪; وانادیم ۰٫۱۰٪, یا۰٫۱۵٪ حداقل.                     |
| فولادهای تنگستن-کروم              |                                                                             |
| 72xx                              | تنگستن ۱٫۷۵٪; کروم ۰٫۷۵٪                                                    |
| فولادهای سیلیسیم-منگنز            |                                                                             |
| 92xx                              | سیلیسیم ۱٫۴۰٪, یا ۲٫۰۰٪; منگنز ۰٫۶۵٪, ۰٫۸۲٪, یا ۰٫۸۵٪; کروم ۰٫۰۰٪, یا ۰٫۶۵٪ |
| فولادهای استحکام بالا آلیاژ پایین |                                                                             |
| 9xx                               | گریدهای مختلف SAE                                                           |
| xxBxx                             | فولادهای بور دار                                                            |
| xxLxx                             | فولادهای سرب دار                                                            |

## فولادهای زنگ نزن

### سری ۱۰۰
- نوع ۱۰۲ - فولاد زنگ‌نزن آستنیتی کاربرد عمومی

### سری ۲۰۰ - آلیاژهای آستنیتی کروم-نیکل-منگنز
- نوع ۲۰۱ - آستنیتی که از طریق کارسرد قابل سختکاری است
- نوع ۲۰۲ - فولاد زنگ‌نزن آستنیتی کاربرد عمومی

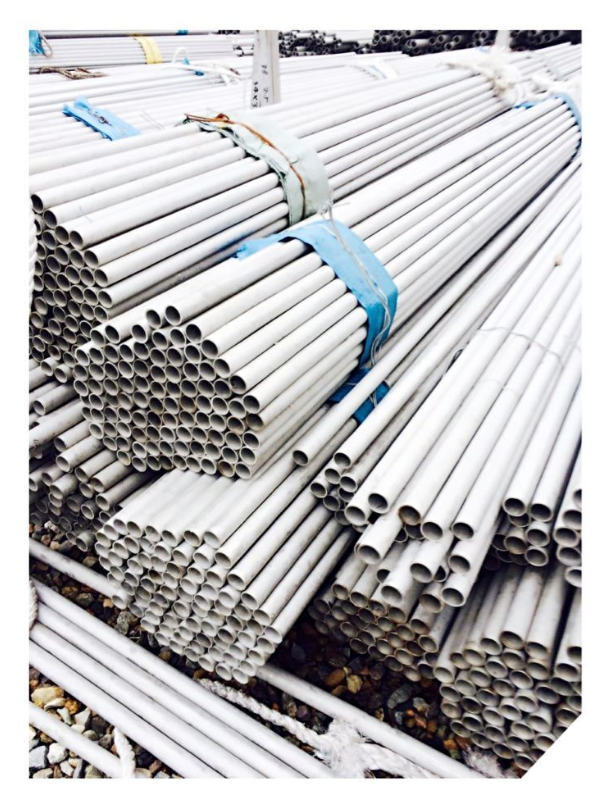
لوله‌های ساخته شده فولاد زنگ نزن ۳۰۴

### سری ۳۰۰ - آلیاژهای آستنیتی کروم-نیکل
- نوع ۳۰۱ - بسیار شکل‌پذیر، برای محصولات ساخته شده به روش شکل دهی. همچنین در حین کار مکانیکی به سرعت سخت می‌شود. قابلیت جوشکاری خوب مقاومت در برابر سایش و عمر خستگی بهتر از ۳۰۴.
- نوع ۳۰۲ - همان مقاومت در برابر خوردگی ۳۰۴، با کمی مقاومت بالاتر به دلیل کربن اضافی.
- نوع ۳۰۳ - نسخه خوش‌تراش ۳۰۴ که از طریق افزودن گوگرد و فسفر ایجاد می‌شود. مطابق با ISO 3506 همچنین به عنوان فولاد "A1" نیز شناخته می‌شود.[۳]
- نوع ۳۰۴ - رایج‌ترین گرید فولاد زنگ‌نزن ۱۸/۸ کلاسیک (۱۸٪ کروم، ۸٪ نیکل). در خارج از ایالات متحده، مطابق با ISO 3506 به آن "فولاد زنگ‌نزن A2" گفته می‌شود. ("با فولاد ابزاری A2 اشتباه گرفته نشود)"[۳] گرید معادل ژاپنی این ماده SUS304 است.
- نوع 304L - همان گرید ۳۰۴ اما برای افزایش قابلیت جوشکاری مقدار کربن کمتری دارد. کمی ضعیف تر از ۳۰۴ است.
- نوع 304LN - همان 304L، اما برای بدست آوردن عملکرد و مقاومت کششی بسیار بالاتر از 304L به آن نیتروژن نیز افزوده می‌شود.
- نوع ۳۰۵ - همان ۳۰۴، اما با نیکل بیشتر برای کاهش سخت شدن در حین کار.
- نوع ۳۰۸ - برای جوشکاری ۳۰۴ به عنوان فلز پرکننده (فیلر) استفاده می‌شود.
- نوع ۳۰۹ - مقاومت در برابر درجه حرارت بهتر از ۳۰۴، همچنین گاهی اوقات به عنوان فلز پرکننده (فیلر) هنگام جوشکاری فولادهای غیر مشابه، از جمله اینکونل استفاده می‌شود.
- نوع ۳۱۰ و 310S - یک فولاد زنگ‌نزن آستنیتی آلیاژ بالا است که برای کاربرد در دماهای بالا استفاده می‌شود. محتوای زیاد کروم و نیکل به فولاد مقاومت در برابر اکسیداسیون عالی و همچنین مقاومت بالا در دمای بالا را می‌دهد. این گرید همچنین بسیار شکل‌پذیر است و قابلیت جوشکاری خوبی دارد که استفاده گسترده از آن را در بسیاری از کاربردها امکان‌پذیر می‌کند.[۴]
- نوع ۳۱۶ - دومین گرید رایج (بعد از ۳۰۴)؛ برای مواد غذایی و ساخت ابزارهای جراحی کاربرد فراوان دارد؛ افزودن آلیاژ مولیبدن از حالت‌های خاص خوردگی جلوگیری می‌کند. همچنین به دلیل افزایش مقاومت در برابر خوردگی کلریدی در مقایسه با نوع ۳۰۴، به عنوان فولاد زنگ‌نزن گرید دریایی نیز شناخته می‌شود. از ۳۱۶ اغلب برای ساخت کارخانه بازیافت هسته‌ای استفاده می‌شود.
- نوع 316L - گریدی با درصد کربن کمتری از ۳۱۶ است که به دلیل مقاومت زیاد در برابر خوردگی، به‌طور کلی در ساخت ساعت‌های فولادی زنگ نزن و کاربردهای دریایی و همچنین به‌طور انحصاری در ساخت مخازن تحت فشار رآکتور برای رآکتور آب جوشان استفاده می‌شود. مطابق با ISO 3506 همچنین به عنوان "A4" شناخته می‌شود.[۳]
- نوع 316Ti - نوعی از فولاد ۳۱۶ که شامل تیتانیوم برای مقاومت در برابر حرارت است. در آسترهای دودکش‌های قابل انعطاف استفاده می‌شود.
- نوع ۳۲۱ - شبیه ۳۰۴ اما به دلیل افزودن تیتانیوم خطر زوال جوش، کمتر است. همچنین به ۳۴۷ نگاه کنید که برای حساسیت زدایی هنگام جوشکاری به آن نیوبیم نیز اضافه شده‌است.

### سری ۴۰۰ - آلیاژهای فریتی و مارتنزیتی کروم
- نوع ۴۰۵ - فریتیک برای کاربردهای جوشکاری
- نوع ۴۰۸ - مقاوم در برابر حرارت؛ مقاومت در برابر خوردگی ضعیف؛ ۱۱٪ کروم، ۸٪ نیکل.
- نوع ۴۰۹ - ارزانترین نوع؛ برای اگزوز خودرو استفاده می‌شود؛ فریتی (فقط آهن / کروم).
- نوع ۴۱۰ - مارتنزیتی (آهن / کروم با مقاومت بالا). مقاوم در برابر سایش، اما مقاومت در برابر خوردگی کمتر است.
- نوع ۴۱۶ - به دلیل وجود گوگرد اضافی، ماشین کاری آن آسان است.
- نوع ۴۲۰ - فولاد مارتنزیتی گرید کارد و چنگال؛ مشابه فولاد ضدزنگی که برای بار اول توسط Brearley ساخته شد. به دلیل صیقل پذیری عالی و قابلیت سختکاری برای ساخت قالب‌های تزریق پلاستیک نیز استفاده می‌شود.
- نوع ۴۳۰ - تزئینی، به عنوان مثال، برای تزئینات خودرو؛ فریتی با شکل‌پذیری خوب، اما مقاومت به دما و خوردگی کمتری دارد.
- نوع ۴۳۹ - گرید فریتی، نسخه گرید بالاتر ۴۰۹ که برای بخش‌های اگزوز مبدل کاتالیزوری استفاده می‌شود. افزایش کروم برای بهبود مقاومت در برابر خوردگی / اکسیداسیون در دمای بالا بوده‌است.
- نوع ۴۴۰ - گرید بالاتری از فولاد کارد و چنگال، با کربن بیشتر، باعث می‌شود که لبه در صورت عملیات حرارتی مناسب، بهتر حفظ شود. می‌توان آن را تقریباً به سختی Rockwell 58 سخت کرد، و آن را به یکی از سخت‌ترین فولادهای ضدزنگ تبدیل می‌کند. اکثر شمشیرها یا چاقوهای نمایشی و ماکت به دلیل سختی بالا و هزینه نسبتاً کم آن از فولاد زنگ نزن ۴۴۰ ساخته شده‌اند. در چهار گرید موجود است:
  - نوع 440A - کمترین میزان کربن را دارد و این ماده را به مقاومترین در برابر لک تبدیل می‌کند.
  - نوع 440B - مقدار کربن آن کمی بیشتر از 440A است.
  - نوع 440C - بیشترین مقدار کربن را در همه انواع ۴۴۰ دارد. به جز برای غواصی یا سایر کاربردهای آب شور، قوی‌ترین بوده و برای ساخت چاقو از نوع 440A مطلوب تر است. این نوع از سایر انواع ۴۴۰ نیز به راحتی در دسترس است.
  - نوع 440F - نوع خوش‌تراش. حاوی همان کربن زیاد نوع 440C است.
- نوع ۴۴۶ - برای کاربردهای دما بالا.

### سری ۶۰۰ - در اصل برای آلیاژهای اختصاصی ایجاد شده‌است (که دیگر به آنها گرید SAE داده نمی‌شود)[۵]
- ۶۰۱ تا ۶۰۴: فولادهای کم آلیاژ مارتنزیتی.
- ۶۱۰ تا ۶۱۳: فولادهای سخت شونده ثانویه مارتنزیتی.
- ۶۱۴ تا ۶۱۹: فولادهای کرومی مارتنزیتی.
- ۶۳۰ تا ۶۳۵: فولادهای زنگ نزن سخت شونده رسوبی شبهه-آستنیتی و مارتنزیتی.
  - نوع ۶۳۰ رایج‌ترین فولادزنگ نزن PH است که با نام {\displaystyle 17-4} شناخته می‌شود. ۱۷٪ کروم، ۴٪ نیکل.
- ۶۵۰ تا ۶۵۳: فولادهای آستنیتی با کار سرد و گرم تقویت می‌شوند.
- ۶۶۰ تا ۶۶۵: ابرآلیاژهای آستنیتی؛ همه گریدها به جز آلیاژ ۶۶۱ با رسوب فاز-دوم تقویت می‌شوند.

### سری ۹۰۰ - آلیاژهای کروم-مولیبدن
- نوع ۹۰۴ - شبیه به ۳۱۶ اما دارای درصد کروم و مولیبدن بالاتر برای مقاومت در برابر خوردگی بیشتر.

## جدول نامگذاری فولادهای زنگ نزن
| نماد                | نماد    | ترکیب شیمیایی بر حسب وزن (٪) | ترکیب شیمیایی بر حسب وزن (٪) | ترکیب شیمیایی بر حسب وزن (٪) | ترکیب شیمیایی بر حسب وزن (٪) | ترکیب شیمیایی بر حسب وزن (٪) | ترکیب شیمیایی بر حسب وزن (٪) | ترکیب شیمیایی بر حسب وزن (٪) | ترکیب شیمیایی بر حسب وزن (٪) | ترکیب شیمیایی بر حسب وزن (٪)                                                            |
| SAE                 | UNS     | کروم                         | نیکل                         | کربن                         | منگنز                        | سیلسیم                       | فسفر                         | گوگرد                        | نیتروژن                      | سایر عناصر                                                                              |
| آستنیتی             | آستنیتی | آستنیتی                      | آستنیتی                      | آستنیتی                      | آستنیتی                      | آستنیتی                      | آستنیتی                      | آستنیتی                      | آستنیتی                      | آستنیتی                                                                                 |
| ------------------- | ------- | ---------------------------- | ---------------------------- | ---------------------------- | ---------------------------- | ---------------------------- | ---------------------------- | ---------------------------- | ---------------------------- | --------------------------------------------------------------------------------------- |
| ۲۰۱                 | S20100  | ۱۶–۱۸                        | ۳٫۵–۵٫۵                      | ۰٫۱۵                         | ۵٫۵–۷٫۵                      | ۰٫۷۵                         | ۰٫۰۶                         | ۰٫۰۳                         | ۰٫۲۵                         | -                                                                                       |
| ۲۰۲                 | S20200  | ۱۷–۱۹                        | ۴–۶                          | ۰٫۱۵                         | ۷٫۵–۱۰٫۰                     | ۰٫۷۵                         | ۰٫۰۶                         | ۰٫۰۳                         | ۰٫۲۵                         | -                                                                                       |
| ۲۰۵                 | S20500  | ۱۶٫۵–۱۸                      | ۱–۱٫۷۵                       | ۰٫۱۲–۰٫۲۵                    | ۱۴–۱۵٫۵                      | ۰٫۷۵                         | ۰٫۰۶                         | ۰٫۰۳                         | ۰٫۳۲–۰٫۴۰                    | -                                                                                       |
| 254                 | S31254  | ۲۰                           | ۱۸                           | ۰٫۰۲ ماکزیمم.                | -                            | -                            | -                            | -                            | ۰٫۲۰                         | ۶ مولیببدن؛ ۰٫۷۵ مس؛ "سوپر آستنیتی"; همه مقادیر نامی هستند                              |
| ۳۰۱                 | S30100  | ۱۶–۱۸                        | ۶–۸                          | ۰٫۱۵                         | ۲                            | ۰٫۷۵                         | ۰٫۰۴۵                        | ۰٫۰۳                         | -                            | -                                                                                       |
| ۳۰۲                 | S30200  | ۱۷–۱۹                        | ۸–۱۰                         | ۰٫۱۵                         | ۲                            | ۰٫۷۵                         | ۰٫۰۴۵                        | ۰٫۰۳                         | ۰٫۱                          | -                                                                                       |
| 302B                | S30215  | ۱۷–۱۹                        | ۸–۱۰                         | ۰٫۱۵                         | ۲                            | ۲٫۰–۳٫۰                      | ۰٫۰۴۵                        | ۰٫۰۳                         | -                            | -                                                                                       |
| ۳۰۳                 | S30300  | ۱۷–۱۹                        | ۸–۱۰                         | ۰٫۱۵                         | ۲                            | ۱                            | ۰٫۲                          | ۰٫۱۵ حداقل                   | -                            | مولیبدن ۰٫۶۰ (اختیاری)                                                                  |
| 303Se               | S30323  | ۱۷–۱۹                        | ۸–۱۰                         | ۰٫۱۵                         | ۲                            | ۱                            | ۰٫۲                          | ۰٫۰۶                         | -                            | ۰٫۱۵ سلنیم حداقل.                                                                       |
| ۳۰۴                 | S30400  | ۱۸–۲۰                        | ۸–۱۰٫۵۰                      | ۰٫۰۸                         | ۲                            | ۰٫۷۵                         | ۰٫۰۴۵                        | ۰٫۰۳                         | ۰٫۱                          | -                                                                                       |
| 304L                | S30403  | ۱۸–۲۰                        | ۸–۱۲                         | ۰٫۰۳                         | ۲                            | ۰٫۷۵                         | ۰٫۰۴۵                        | ۰٫۰۳                         | ۰٫۱                          | -                                                                                       |
| 304Cu               | S30430  | ۱۷–۱۹                        | ۸–۱۰                         | ۰٫۰۸                         | ۲                            | ۰٫۷۵                         | ۰٫۰۴۵                        | ۰٫۰۳                         | -                            | ۳–۴ مس                                                                                  |
| 304N                | S30451  | ۱۸–۲۰                        | ۸–۱۰٫۵۰                      | ۰٫۰۸                         | ۲                            | ۰٫۷۵                         | ۰٫۰۴۵                        | ۰٫۰۳                         | ۰٫۱۰–۰٫۱۶                    | -                                                                                       |
| ۳۰۵                 | S30500  | ۱۷–۱۹                        | ۱۰٫۵۰–۱۳                     | ۰٫۱۲                         | ۲                            | ۰٫۷۵                         | ۰٫۰۴۵                        | ۰٫۰۳                         | -                            | -                                                                                       |
| ۳۰۸                 | S30800  | ۱۹–۲۱                        | ۱۰–۱۲                        | ۰٫۰۸                         | ۲                            | ۱                            | ۰٫۰۴۵                        | ۰٫۰۳                         | -                            | -                                                                                       |
| ۳۰۹                 | S30900  | ۲۲–۲۴                        | ۱۲–۱۵                        | ۰٫۲                          | ۲                            | ۱                            | ۰٫۰۴۵                        | ۰٫۰۳                         | -                            | -                                                                                       |
| 309S                | S30908  | ۲۲–۲۴                        | ۱۲–۱۵                        | ۰٫۰۸                         | ۲                            | ۱                            | ۰٫۰۴۵                        | ۰٫۰۳                         | -                            | -                                                                                       |
| ۳۱۰                 | S31000  | ۲۴–۲۶                        | ۱۹–۲۲                        | ۰٫۲۵                         | ۲                            | ۱٫۵                          | ۰٫۰۴۵                        | ۰٫۰۳                         | -                            | -                                                                                       |
| ۳۱۰S                | S31008  | ۲۴–۲۶                        | ۱۹–۲۲                        | ۰٫۰۸                         | ۲                            | ۱٫۵                          | ۰٫۰۴۵                        | ۰٫۰۳                         | -                            | -                                                                                       |
| ۳۱۴                 | S31400  | ۲۳–۲۶                        | ۱۹–۲۲                        | ۰٫۲۵                         | ۲                            | ۱٫۵–۳٫۰                      | ۰٫۰۴۵                        | ۰٫۰۳                         | -                            | -                                                                                       |
| ۳۱۶                 | S31600  | ۱۶–۱۸                        | ۱۰–۱۴                        | ۰٫۰۸                         | ۲                            | ۰٫۷۵                         | ۰٫۰۴۵                        | ۰٫۰۳                         | ۰٫۱۰                         | ۲٫۰–۳٫۰ مولیبدن                                                                         |
| ۳۱۶L                | S31603  | ۱۶–۱۸                        | ۱۰–۱۴                        | ۰٫۰۳                         | ۲                            | ۰٫۷۵                         | ۰٫۰۴۵                        | ۰٫۰۳                         | ۰٫۱۰                         | ۲٫۰–۳٫۰ مولیبدن                                                                         |
| ۳۱۶F                | S31620  | ۱۶–۱۸                        | ۱۰–۱۴                        | ۰٫۰۸                         | ۲                            | ۱                            | ۰٫۲                          | ۰٫۱۰ حداقل                   | -                            | ۱٫۷۵–۲٫۵۰ مولیبدن                                                                       |
| ۳۱۶N                | S31651  | ۱۶–۱۸                        | ۱۰–۱۴                        | ۰٫۰۸                         | ۲                            | ۰٫۷۵                         | ۰٫۰۴۵                        | ۰٫۰۳                         | ۰٫۱۰–۰٫۱۶                    | ۲٫۰–۳٫۰ مولیبدن                                                                         |
| ۳۱۷                 | S31700  | ۱۸–۲۰                        | ۱۱–۱۵                        | ۰٫۰۸                         | ۲                            | ۰٫۷۵                         | ۰٫۰۴۵                        | ۰٫۰۳                         | ۰٫۱۰ ماکزیمم.                | ۳٫۰–۴٫۰ مولیبدن                                                                         |
| 317L                | S31703  | ۱۸–۲۰                        | ۱۱–۱۵                        | ۰٫۰۳                         | ۲                            | ۰٫۷۵                         | ۰٫۰۴۵                        | ۰٫۰۳                         | ۰٫۱۰ ماکزیمم.                | ۳٫۰–۴٫۰ مولیبدن                                                                         |
| ۳۲۱                 | S32100  | ۱۷–۱۹                        | ۹–۱۲                         | ۰٫۰۸                         | ۲                            | ۰٫۷۵                         | ۰٫۰۴۵                        | ۰٫۰۳                         | ۰٫۱۰ ماکزیمم.                | تیتانیم ۵(کربن+نیتروژن) حداقل، ۰٫۷۰ ماکزیمم.                                            |
| ۳۲۹                 | S32900  | ۲۳–۲۸                        | ۲٫۵–۵                        | ۰٫۰۸                         | ۲                            | ۰٫۷۵                         | ۰٫۰۴                         | ۰٫۰۳                         | -                            | ۱–۲ مولیبدن                                                                             |
| ۳۳۰                 | N08330  | ۱۷–۲۰                        | ۳۴–۳۷                        | ۰٫۰۸                         | ۲                            | ۰٫۷۵–۱٫۵۰                    | ۰٫۰۴                         | ۰٫۰۳                         | -                            | -                                                                                       |
| ۳۴۷                 | S34700  | ۱۷–۱۹                        | ۹–۱۳                         | ۰٫۰۸                         | ۲                            | ۰٫۷۵                         | ۰٫۰۴۵                        | ۰٫۰۳۰                        | -                            | نیوبیوم + تانتالم، ۱۰ × کربن حداقل، ۱ ماکزیمم.                                          |
| ۳۴۸                 | S34800  | ۱۷–۱۹                        | ۹–۱۳                         | ۰٫۰۸                         | ۲                            | ۰٫۷۵                         | ۰٫۰۴۵                        | ۰٫۰۳۰                        | -                            | نیوبیوم + تانتالم، ۱۰ × کربن حداقل، ۱ ماکزیمم. , اما ۰٫۱۰ تانتالم ماکزیمم. ; ۰٫۲۰ کلسیم |
| ۳۸۴                 | S38400  | ۱۵–۱۷                        | ۱۷–۱۹                        | ۰٫۰۸                         | ۲                            | ۱                            | ۰٫۰۴۵                        | ۰٫۰۳                         | -                            | -                                                                                       |
| نماد                | نماد    | ترکیب شیمیایی بر حسب وزن (٪) | ترکیب شیمیایی بر حسب وزن (٪) | ترکیب شیمیایی بر حسب وزن (٪) | ترکیب شیمیایی بر حسب وزن (٪) | ترکیب شیمیایی بر حسب وزن (٪) | ترکیب شیمیایی بر حسب وزن (٪) | ترکیب شیمیایی بر حسب وزن (٪) | ترکیب شیمیایی بر حسب وزن (٪) | ترکیب شیمیایی بر حسب وزن (٪)                                                            |
| SAE                 | UNS     | کروم                         | نیکل                         | کربن                         | منگنز                        | سیلیسیم                      | فسفر                         | گوگرد                        | نیتروژن                      | سایر عناصر                                                                              |
| فریتی               |         |                              |                              |                              |                              |                              |                              |                              |                              |                                                                                         |
| ۴۰۵                 | S40500  | ۱۱٫۵–۱۴٫۵                    | -                            | ۰٫۰۸                         | ۱                            | ۱                            | ۰٫۰۴                         | ۰٫۰۳                         | -                            | 0.1–0.3 Al, ۰٫۶۰ ماکزیمم.                                                               |
| ۴۰۹                 | S40900  | ۱۰٫۵–۱۱٫۷۵                   | ۰٫۰۵                         | ۰٫۰۸                         | ۱                            | ۱                            | ۰٫۰۴۵                        | ۰٫۰۳                         | -                            | تیتانیم ۶ × (کربن+نیتروژن)                                                              |
| ۴۲۹                 | S42900  | ۱۴–۱۶                        | ۰٫۷۵                         | ۰٫۱۲                         | ۱                            | ۱                            | ۰٫۰۴                         | ۰٫۰۳                         | -                            | -                                                                                       |
| ۴۳۰                 | S43000  | ۱۶–۱۸                        | ۰٫۷۵                         | ۰٫۱۲                         | ۱                            | ۱                            | ۰٫۰۴                         | ۰٫۰۳                         | -                            | -                                                                                       |
| ۴۳۰F                | S43020  | ۱۶–۱۸                        | -                            | ۰٫۱۲                         | ۱٫۲۵                         | ۱                            | ۰٫۰۶                         | ۰٫۱۵ حداقل                   | -                            | ۰٫۶۰ مولیبدن (اختیاری)                                                                  |
| ۴۳۰FSe              | S43023  | ۱۶–۱۸                        | -                            | ۰٫۱۲                         | ۱٫۲۵                         | ۱                            | ۰٫۰۶                         | ۰٫۰۶                         | -                            | ۰٫۱۵ سلنیوم حداقل                                                                       |
| ۴۳۴                 | S43400  | ۱۶–۱۸                        | -                            | ۰٫۱۲                         | ۱                            | ۱                            | ۰٫۰۴                         | ۰٫۰۳                         | -                            | ۰٫۷۵–۱٫۲۵ مولیبدن                                                                       |
| ۴۳۶                 | S43600  | ۱۶–۱۸                        | -                            | ۰٫۱۲                         | ۱                            | ۱                            | ۰٫۰۴                         | ۰٫۰۳                         | -                            | ۰٫۷۵–۱٫۲۵ مولیبدن؛ نیوبیوم+تانتالم ۵ × کربن حداقل، ۰٫۷۰ ماکزیمم.                        |
| ۴۴۲                 | S44200  | ۱۸–۲۳                        | -                            | ۰٫۲                          | ۱                            | ۱                            | ۰٫۰۴                         | ۰٫۰۳                         | -                            | -                                                                                       |
| ۴۴۶                 | S44600  | ۲۳–۲۷                        | ۰٫۲۵                         | ۰٫۲                          | ۱٫۵                          | ۱                            | ۰٫۰۴                         | ۰٫۰۳                         | -                            | -                                                                                       |
| نماد                | نماد    | ترکیب شیمیایی بر حسب وزن (٪) | ترکیب شیمیایی بر حسب وزن (٪) | ترکیب شیمیایی بر حسب وزن (٪) | ترکیب شیمیایی بر حسب وزن (٪) | ترکیب شیمیایی بر حسب وزن (٪) | ترکیب شیمیایی بر حسب وزن (٪) | ترکیب شیمیایی بر حسب وزن (٪) | ترکیب شیمیایی بر حسب وزن (٪) | ترکیب شیمیایی بر حسب وزن (٪)                                                            |
| SAE                 | UNS     | کروم                         | نیکل                         | کربن                         | منگنز                        | سیلیسیم                      | فسفر                         | گوگرد                        | نیتروژن                      | سایر عناصر                                                                              |
| مارتنزیتی           |         |                              |                              |                              |                              |                              |                              |                              |                              |                                                                                         |
| ۴۰۳                 | S40300  | ۱۱٫۵–۱۳٫۰                    | ۰٫۶۰                         | ۰٫۱۵                         | ۱                            | ۰٫۵                          | ۰٫۰۴                         | ۰٫۰۳                         | -                            | -                                                                                       |
| ۴۱۰                 | S41000  | ۱۱٫۵–۱۳٫۵                    | ۰٫۷۵                         | ۰٫۱۵                         | ۱                            | ۱                            | ۰٫۰۴                         | ۰٫۰۳                         | -                            | -                                                                                       |
| ۴۱۴                 | S41400  | ۱۱٫۵–۱۳٫۵                    | ۱٫۲۵–۲٫۵۰                    | ۰٫۱۵                         | ۱                            | ۱                            | ۰٫۰۴                         | ۰٫۰۳                         | -                            | -                                                                                       |
| ۴۱۶                 | S41600  | ۱۲–۱۴                        | -                            | ۰٫۱۵                         | ۱٫۲۵                         | ۱                            | ۰٫۰۶                         | ۰٫۱۵ حداقل                   | -                            | ۰٫۰۶۰ مولیبدن (اختیاری)                                                                 |
| ۴۱۶Se               | S41623  | ۱۲–۱۴                        | -                            | ۰٫۱۵                         | ۱٫۲۵                         | ۱                            | ۰٫۰۶                         | ۰٫۰۶                         | -                            | ۰٫۱۵ سلنیم حداقل.                                                                       |
| ۴۲۰                 | S42000  | ۱۲–۱۴                        | -                            | ۰٫۱۵ حداقل                   | ۱                            | ۱                            | ۰٫۰۴                         | ۰٫۰۳                         | -                            | -                                                                                       |
| ۴۲۰F                | S42020  | ۱۲–۱۴                        | -                            | ۰٫۱۵ حداقل                   | ۱٫۲۵                         | ۱                            | ۰٫۰۶                         | ۰٫۱۵ حداقل                   | -                            | ۰٫۶۰ مولیبدن ماکزیمم. (اختیاری)                                                         |
| ۴۲۲                 | S42200  | ۱۱٫۰–۱۲٫۵                    | ۰٫۵۰–۱٫۰                     | ۰٫۲۰–۰٫۲۵                    | ۰٫۵–۱٫۰                      | ۰٫۵                          | ۰٫۰۲۵                        | ۰٫۰۲۵                        | -                            | ۰٫۹۰–۱٫۲۵ مولیبدن؛ ۰٫۲۰–۰٫۳۰ وانادیم؛ ۰٫۹۰–۱٫۲۵ تنگستن                                  |
| ۴۳۱                 | S41623  | ۱۵–۱۷                        | ۱٫۲۵–۲٫۵۰                    | ۰٫۲                          | ۱                            | ۱                            | ۰٫۰۴                         | ۰٫۰۳                         | -                            | -                                                                                       |
| ۴۴۰A                | S44002  | ۱۶–۱۸                        | -                            | ۰٫۶۰–۰٫۷۵                    | ۱                            | ۱                            | ۰٫۰۴                         | ۰٫۰۳                         | -                            | ۰٫۷۵ مولیبدن                                                                            |
| ۴۴۰B                | S44003  | ۱۶–۱۸                        | -                            | ۰٫۷۵–۰٫۹۵                    | ۱                            | ۱                            | ۰٫۰۴                         | ۰٫۰۳                         | -                            | ۰٫۷۵ مولیبدن                                                                            |
| ۴۴۰C                | S44004  | ۱۶–۱۸                        | -                            | ۰٫۹۵–۱٫۲۰                    | ۱                            | ۱                            | ۰٫۰۴                         | ۰٫۰۳                         | -                            | ۰٫۷۵ مولیبدن                                                                            |
| نماد                | نماد    | ترکیب شیمیایی بر حسب وزن (٪) | ترکیب شیمیایی بر حسب وزن (٪) | ترکیب شیمیایی بر حسب وزن (٪) | ترکیب شیمیایی بر حسب وزن (٪) | ترکیب شیمیایی بر حسب وزن (٪) | ترکیب شیمیایی بر حسب وزن (٪) | ترکیب شیمیایی بر حسب وزن (٪) | ترکیب شیمیایی بر حسب وزن (٪) | ترکیب شیمیایی بر حسب وزن (٪)                                                            |
| SAE                 | UNS     | کروم                         | نیکل                         | کربن                         | منگنز                        | سیلیسیم                      | فسفر                         | گوگرد                        | نیتروژن                      | سایر عناصر                                                                              |
| مقاوم به گرما       |         |                              |                              |                              |                              |                              |                              |                              |                              |                                                                                         |
| ۵۰۱                 | S50100  | ۴–۶                          | -                            | ۰٫۱۰ حداقل                   | ۱                            | ۱                            | ۰٫۰۴                         | ۰٫۰۳                         | -                            | ۰٫۴۰–۰٫۶۵ مولیبدن                                                                       |
| ۵۰۲                 | S50200  | ۴–۶                          | -                            | ۰٫۱                          | ۱                            | ۱                            | ۰٫۰۴                         | ۰٫۰۳                         | -                            | ۰٫۴۰–۰٫۶۵ مولیبدن                                                                       |
| مارتنزیتی رسوب سختی |         |                              |                              |                              |                              |                              |                              |                              |                              |                                                                                         |
| ۶۳۰                 | S17400  | ۱۵–۱۷                        | ۳–۵                          | ۰٫۰۷                         | ۱                            | ۱                            | ۰٫۰۴                         | ۰٫۰۳                         | -                            | مس ۳–۵, تانتالم 0.15–0.45                                                               |